# Вервей, Аде
Адриа́н (Аде) Верве́й (нидерл. Adriaan "Adé" Verweij; 1893, Медан — 31 января 1961, Харлем) — нидерландский футболист, игравший на позиции защитника, выступал за клуб ХФК.
Один из четырёх братьев Вервей, выступавших за клуб ХФК.

## Биография
Адриан родился в 1893 году в городе Медан на территории Голландской Ост-Индии. Отец — Герхард Хендрик Леонард Вервей, был родом из Девентера, мать — Жаннетте Лос, родилась в Блокзейле. Он был вторым ребёнком в семье из пяти детей. У него были братья Абрахам Йохан, Герхард Хендрик Леонард, Бернард Виллем Ян и сестра Корнелия Элизабет (умерла в возрасте 10 лет). Глава их семейства был фабрикантом, имел табачные плантации на Суматре, позже был директором фабрики «Droste & Co.» по производству шоколада в Харлеме, а в 1908 году основал компанию «Keur & Sneltjes» (ныне «Cavex Holland BV») по производству стоматологической продукции.
В Харлеме вместе с братьями Аде начал играть за местный футбольный клуб ХФК. Его дебют состоялся в сезоне 1910/11. Высокорослый защитник отличался сильным ударом. Рано завершил карьеру из-за травмы.
Был женат на Дине Норе де Гуэйен, уроженке Зволле. Их бракосочетание состоялось 19 августа 1924 года в Зволле.
Умер 31 января 1961 года в Харлеме в возрасте 67 лет. Его супруга умерла в октябре 1972 года в возрасте 72 лет.